# Bartosz Leśniak
Bartosz Leśniak (ur. 3 września 1973 w Gdyni) – polski hokeista.

## Kariera klubowa
- Stoczniowiec Gdańsk (1994-2001])
- KTH Krynica (2001-2002)
- Stoczniowiec Gdańsk (2002-2009)
- Mad Dogs Sopot (2014-2016, 2017/2018)